# Ausbullen
Als Ausbullen wird beim Dartsport die Ermittlung des beginnenden Spielers eines Matches per Wurf auf das Zentrum des Dartboards bezeichnet. Im Englischen sind auch die Begriffe bull-off bzw. diddle for the middle gebräuchlich.

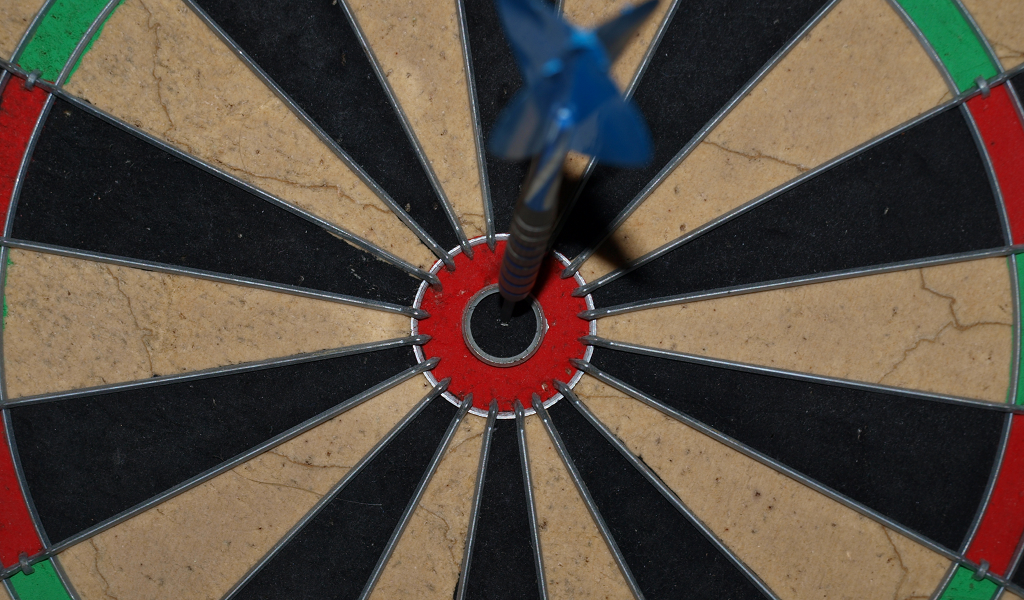
Ausbullen auf dem Dartboard

Im Gegensatz zum Münzwurf, wie in den meisten Sportarten üblich, wird beim Dart das Recht zum Beginn eines Matches durch einen Wurf mit dem Dart auf die Mitte des Dartboards ermittelt. Hierbei werfen beide Spieler (im Doppel jeweils ein Spieler pro Team) einen einzelnen Dart auf das Board und versuchen damit möglichst dicht ans Zentrum zu gelangen. Ein Treffer ins Bullseye zählt hierbei als Optimum, egal wie dicht der Dart am wirklichen Mittelpunkt steckt. Zweitbester Wurf ist ein Treffer ins Halbbull. Bei beiden Varianten wird der geworfene Dart entfernt, bevor der Gegner seinen Versuch startet. Lediglich Treffer außerhalb des Bulls verbleiben im Board und es folgt eine echte Messung der Nähe zum Mittelpunkt, falls der Gegner ebenfalls das Bull verfehlt.
Treffen beide Spieler das Bullseye, oder beide ins Halbbull, so erfolgt ein weiterer Durchgang, allerdings in umgekehrter Wurfreihenfolge. Dies wird so lange fortgesetzt, bis es einen eindeutigen Gewinner gibt, der dann das Match beginnen darf. Da beim Dartsport der Beginn eines Legs von Vorteil ist, hat diese Variante auch im nichtprofessionellen Bereich den Münzwurf weitestgehend abgelöst. Bei offiziellen Wettbewerben ist diese Variante im Normalfall vorgeschrieben.
Das Ausbullen geschieht direkt vor Spielbeginn am zu bespielenden Board. Lediglich bei größeren Turnieren der Profis wird dies vorab im Backstagebereich durchgeführt, u. a. um noch Vorbereitungen für die Bühnencrew und eventuelle Fernsehübertragungen vornehmen zu können.
Wenigstens bei den TV-Turnieren zählt nur ein direkter Treffer ins Bull oder Halbbull. Ein Ausmessen findet nicht statt. Stattdessen wird der Zyklus solange wiederholt bis ein Spieler trifft und der andere nicht. Da es bei dieser Variante länger dauern kann bis ein Gewinner ermittelt ist, findet das Ausbullen hinter der Bühne statt und wird nicht übertragen.

Bei einigen Wettbewerben gilt die Two-Clear-Legs-Regel. Das heißt, ein Spiel (bzw. der entscheidende Satz bei einem Spiel im Set-Modus) muss mit zwei Legs Vorsprung gewonnen werden. Dadurch muss es ein Spieler in jedem Fall schaffen, mindestens einmal ein Anwurfleg des Gegners zu gewinnen, wodurch der Anwurfvorteil aufgehoben ist. Um überlange Spiele zu verhindern, kommt es aber in der Regel ab einem gewissen Spielstand doch zu einem entscheidenden Leg. Für dieses Leg ist (bzw. war) es zum Teil üblich, den Anwurf erneut auszubullen. Dieses erneute Ausbullen schaffte die PDC jedoch inzwischen ab.